# به خاطر رزانا
 قبر رزانا (به انگلیسی: Roseanna's Grave) که با عنوان  به خاطر رزانا نیز شناخته شده‌است، یک فیلم در ژانر رمانتیک درام به کارگردانی پل ویلند و محصول ۱۹۹۷ آمریکا است. ژان رنو در نقش مارچلو و مرسدس روئل در نقش رُزانا به ایفای نقش پرداختند.

## داستان
رزانا به بیماری قلبی گرفتار شده و آرزوی او دفن شدن در کنار قبر فرزندش است؛ در حالی که تنها ۳ جای خالی در قبرستان باقی مانده است.